# Russia (geslacht)
Russia is een geslacht van uitgestorven kreeftachtigen uit de klasse van de Ostracoda (mosselkreeftjes).

## Soorten
- Russia apicata Zbikowska, 1983 †
- Russia cingulata (Kummerow, 1953) Zbikowska, 1983 †
- Russia fastigans (Becker, 1964) Zbikowska, 1983 †
- Russia unicostata (Polenova, 1952) Zbikowska, 1983 †